# Altstadt-Radlring
Der Altstadt-Radlring in München verläuft entlang des Altstadtrings ungefähr entlang der ehemaligen zweiten Stadtmauer und umschließt die Altstadt Münchens. Er geht auf ein Bürgerbegehren zurück, das zusammen mit dem Radentscheid am 24. Juli 2019 vom Münchner Stadtrat beschlossen wurde.

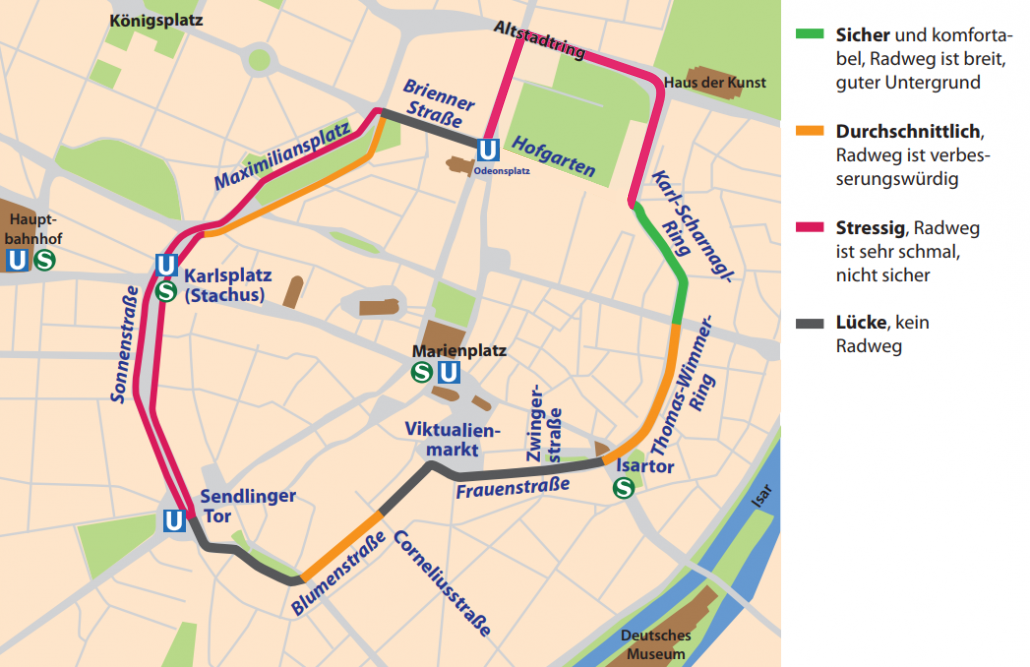
Zustand der Radwege am Altstadtring vor dem Bürgerentscheid 2019

Bisher existieren entlang einiger Teile des Altstadtrings keine Radwege, an anderen Stellen sind sie schmaler als die geforderten 2,30 Meter Mindestbreite bzw. 2,80 Meter Regelbreite.

## Bürgerbegehren
In Deutschland wurden nach dem Vorbild der Berliner Initiative Volksentscheid Fahrrad seit 2018 in vielen Städten Bürgerbegehren für besseren Radverkehr durchgeführt. München war die erste Stadt, die gleichzeitig zwei Bürgerbegehren startete: den Radentscheid selbst und das Bürgerbegehren Altstadt-Radlring als konkretes Projekt.
Der original Wortlaut lautete:

„Sind Sie dafür, dass die Landeshauptstadt München unverzüglich einen sicheren, eigenständigen und durchgängigen Altstadt-Radlring einrichtet, der entlang des Straßenzuges: Karlsplatz (Stachus), Lenbachplatz, Maximiliansplatz, Brienner Straße, Odeonsplatz, Ludwigstraße, Von-der-Tann-Straße, Franz-Josef-Strauß-Ring, Karl-Scharnagl-Ring, Thomas-Wimmer-Ring, Isartorplatz, Frauenstraße, Blumenstraße, Sendlinger-Tor-Platz und Sonnenstraße geführt wird und aus Radwegen mit einer nutzbaren Mindestbreite von 2,30 Meter und einer Regelbreite von 2,80 Meter pro Fahrtrichtung zuzüglich seitlicher Sicherheitsabstände besteht, die baulich so gestaltet sind, dass unzulässiges Befahren und Halten durch Kraftfahrzeuge unterbleibt und von Menschen allen Alters mit wenig Zeitverlust befahren werden können?“

## Umsetzung
Im Juni 2019 legte der ADFC ein Konzept vor und forderte die Stadtverwaltung München auf, möglichst bald mit der Umsetzung zu beginnen.
Die ersten Bauabschnitte in der Blumenstraße und am Thomas-Wimmer-Ring wurden 2021 fertig gestellt und für den Radverkehr freigegeben. Weitere geplante Baumaßnahmen sind im Rahmen der Radschnellverbindung München-Nord die Abschnitte Leopoldstraße, Brienner Straße und Maximiliansplatz. Im Rahmen der Sanierung des Altstadtringtunnels wird in der Von-der-Tann-Straße ein weiterer Abschnitt des Altstadt-Radlrings geplant.
Im September 2024 waren rund ein Drittel der geplanten 10,3 km langen Radlrings fertig oder in Bau.